# میلانوو (استان لوبلین)
میلانوو (به لاتین: Milanów) یک روستا در لهستان است که در گمینا میلانوو واقع شده‌است. میلانوو ۱٬۱۰۵ نفر جمعیت دارد.